# محافظة العقيق
محافظة العقيق هي إحدى محافظات منطقة الباحة في المملكة العربية السعودية وعاصمتها الإدارية مدينة العقيق، ويقع فيها مطار الباحة المحلي.

## الموقع الجغرافي
تبعد العقيق مقر المحافظة عن مقر إمارة الباحة بمسافة 45 كم تقريباً. وتقع المحافظة في الشمال الشرقي والجزء الشرقي من المنطقة ممتدة على مساحة شاسعة، حيث تلتقي العقيق حدودياً مع محافظة بيشة التابعة لمنطقة عسير، ومع منطقة مكة المكرمة لمجاورتها لكل من محافظتي رنية و تربة.

## نبذة
تشكل محافظة العقيق همزة وصل تربط مدينة الباحة ومختلف محافظات المنطقة ونقطة التقاء للمنطقة بالمناطق المجاورة كالرياض و عسير و مكة المكرمة، ومحط رحال المسافرين عبر بوابتها الجوية. والعقيق القلب النابض لمنطقة الباحة المليء بالماء والغذاء، وتعد المصدر الأساسي للمياه وللباحة في الوقت الحاضر، فهي تضم العديد من الأودية كالعقيق واللحيان و جرب وكرا و وراخ وثراد، الأمر الذي جعلها تحظى على عدد من السدود العملاقة بغية احتجاز مياه الأمطار ثم ضخها عبر الشبكات الأرضية لمختلف أنحاء المنطقة.

## المراكز الإدارية
يقع مقر محافظة العقيق بمدينة العقيق نفسها، بالإضافة إلى عدد من المراكز التابعة للمحافظة وهي:
- مركز جرب
- مركز كرا الحائط
- مركز وراخ
- مركز البعيثة
- مركز الجاوة
- مركز بهر

## المعالم

### سد وادي العقيق
يقع بالمحافظة مجموعة من السدود أبرزها سد وادي العقيق، وسد وادي ثراد الذي افتتح لدعم المنطقة بالمياه، وسد وادي جرب.

### ميدان الفروسية
محافظة العقيق يوجد بها ميدان الفروسية الذي يقام كل سنة فيها مسابقات وتم افتتاح ميدان الفروسية في يوم الخميس 14 /4 /1422 هـ تحت رعاية الأمير فيصل بن محمد بن سعود آل سعود وكيل امارة منطقة الباحة ويبلغ طول هذا الميدان 2400 متراً وعرضه 40 متراً وهذه المقاسات تعتبر من المقاسات العالمية ويجد به منصة استعراض الخيول المشاركة بالإضافة إلى موقع ترتيب المتسابقين كما يضم الميدان إسطبل كبير، ويحتوي على عيادة طبية ومدربين بالإضافة إلى لعدد من السياس والعاملين.

### قوات طوارئ الباحة
تقع طوارئ منطقة الباحة على طريق المدينة الصناعية وتبعد عن مدينة العقيق حوالي 10 كم².

## المطار

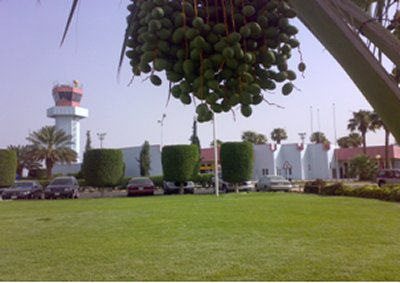
مطار الملك سعود بن عبدالعزيز بالعقيق

مطار الملك سعود بن عبد العزيز بالباحة (إياتا: ABT، إيكاو: OEBA) هو مطار إقليمي يقع في شرق منطقة الباحة بمحافظة العقيق ويبعد عن مدينة الباحة حوالي 45 كم² في الاتجاه الشرقي، وتبلغ مساحته حوالي 4.858 م2. ويستخدم المطار في الرحلات الداخلية بالإضافة إلى الرحلات الدولية المواصلة، وأَنشئ عام 1983م.

## التعليم
على مقربة من العقيق تقع كلية التقنية ببهر. وتم إنشاء جامعة الباحة على بعد 13 كم² من المحافظة وعلى بعد 34 كم² من الباحة وتضم أكثر من 10 الآف طالب من جميع التخصصات ويبلغ مجموع عدد طلاب الجامعة من بنين وبنات " 18.000" طالب وطالبة وشهد هذا العدد تضخماً هائلاً كل سنة.
وتم افتتاح كلية التقنية للبنات في حي جفن في وسط منطقة العقيق ..

## الآثار
من أبرز آثار العقيق طريق الفيل في جرب، الذي يعبر عبر مركز جرب باتجاه تربة، وما يميز طريق الفيل في العقيق خاصة هو ظهور الطريق بشكل واضح للعيان في العديد من المواقع إذا ما تمت مقارنته بالعديد من الأودية التي يعبرها لعدة كيلومترات دون أن يعثر له على أثر بين، إلا أن طريق الفيل يظهر ولمسافات في بادية العقيق محتفظاً بأرضيته الصخرية المرصوفة ومحتفظاً أيضا بالحواجز الصخرية على جانبيه في عدد من المواقع كما لا تزال النقوش والأرقام تحف الطريق. وأيضا طريق الحاج القديم الذي شهد في العصور البائدة مرور الكثير من قوافل الحجاج علاوة على العديد من النقوش والرسومات والكتابات القديمة، وبعض المواقع الأثرية الأخرى التي تؤرخ بالفترة الإسلامية مثل موقع بهر وموقع جنوب غربي العقيق وقرية المعملة وروضة بني سيد وغيرها، وتضم العقيق بين جنباتها عدد من المناجم التعدينية خصوصا في موقع اللغبة الذي تنتشر فيه كميات من النحاس مما جعل مناجم العقيق تذكي الحركة التجارية على اعتبارها على طريق التجارة الرئيسي إبان العصر العباسي.

## الأسواق والفنون الشعبية

### الأسواق
للتجارة نصيب وافر بالمحافظة حيث تضم مختلف الأسواق والمحلات التجارية إلى جانب سوق العقيق يوم الأربعاء من كل أسبوع والذي يفد إليه المهتمون بحركة التجارة من بيع وشراء من كافة مراكز المحافظة ومن المحافظات المجاورة وخاصة في مجال تجارة المواشي التي تشكل الدخل الرئيسي للعديد من سكان العقيق. 

### الفنون الشعبية
من أبرز الفنون الشعبية التي تشتهر بها المحافظة اللعب، والعرضة إلا أن العرضة تعتبر اللون الشعبي السائد في الآونة الأخيرة.

### فنون البادية
للبادية في منطقة الباحة العديد من الفنون التي تخصها وتميزها ومن بين فنون البادية في الباحة كعزف الربابة، تمارس نفس الفنون المتعارف عليها مع باقي أهل المنطقة، إلى جانب العديد من الفنون الشعبية التي تخص أهل البادية مثل السامر والهجيني عند أهل العقيق وما جاورها من أهل البادية الآخرين في المنطقة وخارجها.

## السكان
- بلغ عدد سكان محافظة العقيق (37,608) نسمة حسب تعداد السعودية 2022، عدد السعوديين (30,021) نسمة، وعدد غير السعوديين (7,587) نسمة.[12]
- بلغ عدد سكان العقيق أكثر من 35 ألف نسمة حسب إحصاء عام 2010.[13]

## المناخ
يتسم بالمناخ الصحراوي الحار، وممطر ومعتدل في فصل الشتاء، لكن في الآونة الأخيرة يشهد مناخ المحافظة تغيراً ملحوضاً حيث أصبح يتسم بمناخ المناطق الجبلية من الضباب والأمطار ويميل إلى البرودة الشديدة شتاءً.

## وصلات خارجية
- العقيق مستقبل الباحة الجديد.